# Ville Tiisanoja
Ville Johannes Tiisanoja (Vantaa, 24 dicembre 1975) è un ex pesista finlandese.
Il 27 giugno 2006 ha subito una squalifica per doping di due anni: dal 24 agosto 2006 al 23 agosto 2008.

## Biografia
Nel 1994, all'età di 18 anni, conquistò la medaglia di bronzo ai Campionati mondiali juniores di Lisbona.
Ai Campionati mondiali di Siviglia 1999 raggiunse, per la prima volta, la finale di un campionato del mondo.
L'anno successivo fece il suo esordio olimpico nell'edizione di Sydney 2000.
Nell'occasione si fermò comunque al turno di qualificazione raggiungendo il quindicesimo posto totale.
Nel 2002, dopo aver sfiorato la medaglia ai Campionati europei indoor di Vienna, raggiunse il quarto posto dopo la squalifica dello slovacco Mikuláš Konopka trovato positivo ad un test antidoping, agli europei di Monaco di Baviera raggiunse il sesto posto.
Da gennaio a giugno 2003 venne squalificato dalle competizioni perché nell'estate precedente era stato trovato in possesso di varie sostanze dopanti.
Tornato alle gare centrò di nuovo la finale ai campionati mondiali di Parigi 2003.
Nel 2004, mancò l'accesso alla finale sia ai mondiali indoor di Budapest che alle Olimpiadi di Atene.
Nel 2005, ai campionati europei indoor di Madrid, arrivò di nuovo molto vicino alla vittoria di una medaglia ma venne superato solo di 15 centimetri dallo spagnolo Manuel Martínez e dovette quindi accontentarsi del quarto posto.
Nell'agosto, ai Mondiali di Helsinki 2005 raggiunse di nuovo l'ottavo posto.
La stagione successiva, dopo un inizio deludente con solo il sedicesimo posto ai mondiali indoor di Mosca, prese parte ai campionati europei di Göteborg raggiungendo l'undicesimo posto.
Poco dopo venne squalificato per due anni dalle competizioni per aver fatto uso di sostanze dopanti e vennero annullati tutti i suoi risultati dal 26 giugno 2006 in poi.
Conclusa la squalifica nel 2008 decise di ritirarsi definitivamente dallo sport all'età di 32 anni.

## Casi doping

### 2002
Nella primavera del 2002, Tiisanoja ed il discobolo finlandese Timo Tompuri, di ritorno da una sessione di allenamento in Spagna, vennero scoperti, dalle autorità doganali francesi, in possesso di sostanze dopanti.
Il giorno 28 aprile 2002, giunti alla dogana francese, la loro macchina, una Volkswagen Golf, venne perquisita dalle autorità che trovarono 4 fiale di testosterone, 38 compresse di efedrina e 44 compresse di clenbuterolo.
I due atleti negarono subito ogni loro coinvolgimento ma ricevettero comunque un avvertimento dal Tribunale sportivo finlandese che dichiarò l'estrema improbabilità che Tompuri e Tiisanoja non sapessero della presenza di quelle sostanze dopanti nel loro bagagliaio.
La sentenza del 22 gennaio 2003, prescrisse l'impossibilità di Ville Tiisanoja a prendere parte alle competizioni fino alla data del 30 giugno 2003.

### 2006
Nel 2006, Tiisanoja venne trovato positivo a ben tre test antidoping: il 27 giugno, il 21 luglio e il 31 luglio.
L'atleta finlandese risultò positivo per testosterone e ammise la sua colpevolezza senza richiedere le controanalisi.
La pena venne fissata in due anni di squalifica dalle competizioni e in un'ammenda di 50.000 euro.
Tutti i suoi risultati, dal 27 giugno 2006 in poi vennero annullati perdendo quindi anche la medaglia d'oro conquistata ai campionati nazionali finlandesi.
Tiisanoja attribuì la sua decisione di usare una sostanza dopante al suo desiderio di ritornare ai livelli che già aveva raggiunto in varie competizioni internazionali, visto che in quel periodo aveva avuto un calo fisico.

## Progressione

### Getto del peso outdoor
| Stagione | Risultato | Luogo      | Data      | Rank. Mond. |
| -------- | --------- | ---------- | --------- | ----------- |
| 2006     | 19,84 m   | Tampere    | 7-6-2006  | 56º         |
| 2005     | 20,64 m   | Eurajoki   | 15-6-2005 | 18º         |
| 2004     | 20,90 m   | Istanbul   | 19-6-2004 | 16º         |
| 2003     | 20,37 m   | Parigi     | 23-8-2003 | 28º         |
| 2002     | 21,09 m   | Kuortane   | 28-7-2002 | 10º         |
| 2001     | 20,78 m   | Lapinlahti | 22-7-2001 | 13º         |
| 2000     | 20,76 m   | Espoo      | 12-8-2000 | 13º         |
| 1999     | 20,49 m   | Seinäjoki  | 6-8-1999  | 16º         |
| 1998     | 19,13 m   | Tartu      | 11-6-1998 | 69º         |
| 1997     | 19,40 m   | Stoccolma  | 30-8-1997 | 49º         |
| 1996     | 18,29 m   | Hämeenkyrö | 27-6-1996 | 130º        |
| 1995     | 19,10 m   | Lahti      | 27-7-1995 | 49º         |
| 1994     | 17,90 m   | Lisbona    | 23-7-1994 | -           |
| 1993     | 17,35 m   | Tuusula    | 6-7-1993  | -           |

### Getto del peso indoor
| Stagione | Risultato | Luogo    | Data       | Rank. Mond. |
| -------- | --------- | -------- | ---------- | ----------- |
| 2006     | 19,96 m   | Tampere  | 26-2-2006  | 26º         |
| 2005     | 20,36 m   | Madrid   | 5-3-2005   | 11º         |
| 2004     | 20,59 m   | Helsinki | 21-2-2004  | 12º         |
| 2002     | 20,26 m   | Helsinki | 27-1-2002  | 12º         |
| 1999     | 18,01 m   | Otaniemi | 30-1-1999  | 111º        |
| 1998     | 18,99 m   | Torku    | 24-1-1998  | 46º         |
| 1997     | 18,77 m   | Kuopio   | 23-2-1997  | 51º         |
| 1995     | 17,25 m   | Tampere  | 26-2-1995  | -           |
| 1994     | 17,23 m   | Kuortane | 27-12-1993 | -           |

## Palmarès
| Anno | Manifestazione    | Sede          | Evento           | Risultato | Misura  | Note                                     |
| ---- | ----------------- | ------------- | ---------------- | --------- | ------- | ---------------------------------------- |
| 1993 | Europei juniores  | San Sebastián | Getto del peso   | 7º        | 16,63 m |                                          |
| 1994 | Mondiali juniores | Lisbona       | Getto del peso   | Bronzo    | 17,90 m | Miglior prestazione personale            |
| 1994 | Mondiali juniores | Lisbona       | Lancio del disco | 10º       | 50,86 m |                                          |
| 1997 | Europei under 23  | Turku         | Getto del peso   | 4º        | 19,01 m |                                          |
| 1999 | Mondiali          | Siviglia      | Getto del peso   | 8º        | 19,93 m |                                          |
| 2000 | Olimpiadi         | Sydney        | Getto del peso   | 15º       | 19,66 m |                                          |
| 2001 | Mondiali          | Edmonton      | Getto del peso   | 9º        | 20,45 m |                                          |
| 2002 | Europei indoor    | Vienna        | Getto del peso   | 4º        | 20,19 m |                                          |
| 2002 | Europei           | Monaco        | Getto del peso   | 6º        | 20,20 m |                                          |
| 2003 | Mondiali          | Parigi        | Getto del peso   | 7º        | 20,09 m | Miglior prestazione personale stagionale |
| 2004 | Mondiali indoor   | Budapest      | Getto del peso   | 10º       | 20,21 m |                                          |
| 2004 | Olimpiadi         | Atene         | Getto del peso   | 19º       | 19,50 m |                                          |
| 2005 | Europei indoor    | Madrid        | Getto del peso   | 4º        | 20,36 m | Miglior prestazione personale stagionale |
| 2005 | Mondiali          | Helsinki      | Getto del peso   | 8º        | 20,57 m |                                          |
| 2006 | Mondiali indoor   | Mosca         | Getto del peso   | 16º       | 18,86 m |                                          |
| 2006 | Europei           | Göteborg      | Getto del peso   | dq        | dq      |                                          |

## Campionati nazionali
- 2 volte campione nazionale nel getto del peso (1999, 2005)
- 2 volte nel getto del peso indoor (2004, 2006)

1994
- 7º ai campionati nazionali finlandesi, getto del peso - 17,62 m

1995
- 5º ai campionati nazionali finlandesi indoor, getto del peso - 17,25 m
- 5º ai campionati nazionali finlandesi, getto del peso - 18,71 m

1996
- 5º ai campionati nazionali finlandesi, getto del peso - 17,64 m

1997
- 6º ai campionati nazionali finlandesi indoor, getto del peso - 17,90 m
- 4º ai campionati nazionali finlandesi, getto del peso - 18,82 m

1998
- 4º ai campionati nazionali finlandesi indoor, getto del peso - 18,99 m
- 6º ai campionati nazionali finlandesi, getto del peso - 18,42 m

1999
- 7º ai campionati nazionali finlandesi indoor, getto del peso - 17,26 m
- Oro ai campionati nazionali finlandesi, getto del peso - 20,49 m

2000
- Argento ai campionati nazionali finlandesi, getto del peso - 20,27 m

2001
- Argento ai campionati nazionali finlandesi, getto del peso - 20,10 m

2002
- Bronzo ai campionati nazionali finlandesi indoor, getto del peso - 19,83 m
- Bronzo ai campionati nazionali finlandesi, getto del peso - 20,26 m

2003
- Argento ai campionati nazionali finlandesi, getto del peso - 20,23 m

2004
- Oro ai campionati nazionali finlandesi indoor, getto del peso - 20,59 m

2005
- Oro ai campionati nazionali finlandesi, getto del peso - 20,42 m

2006
- Oro ai campionati nazionali finlandesi indoor, getto del peso - 19,96 m
- Oro ai campionati nazionali finlandesi, getto del peso - 20,09 m (DSQ.)